# Drahiré
Drahiré (auch: Daraïna, Darayna) ist ein Dorf in der Landgemeinde Bitinkodji in Niger.

## Geographie
Das von einem traditionellen Ortsvorsteher (chef traditionnel) geleitete Dorf liegt am rechten Ufer des Flusses Niger. Es befindet sich rund drei Kilometer südöstlich des Hauptorts Saga Fondo der Landgemeinde Bitinkodji, die zum Departement Kollo in der Region Tillabéri gehört. Zu den Siedlungen in der näheren Umgebung von Drahiré zählen Komba und Settoré im Südwesten. Am gegenüberliegenden Ufer des Flusses befindet sich das Dorf Soudouré.
Drahiré ist Teil der Übergangszone zwischen Sahel und Sudan. Die durchschnittliche jährliche Niederschlagshöhe beträgt hier zwischen 400 und 500 mm.

## Geschichte
Noch in den 1940er Jahren wurden in Drahiré Baumwolle und Zwiebeln angebaut, bis die sich verschlechternde Bodenqualität dies nicht mehr zuließ. Die Schule im Dorf war in den 1970er Jahren an einem groß angelegten Schulfernsehen-Projekt beteiligt, aus dem das erste nationale Fernsehprogramm der staatlichen Rundfunkanstalt ORTN hervorging. Im Jahr 2018 wurde Drahiré elektrifiziert.

## Bevölkerung
Bei der Volkszählung 2012 hatte Drahiré 1369 Einwohner, die in 176 Haushalten lebten. Bei der Volkszählung 2001 betrug die Einwohnerzahl 797 in 120 Haushalten und bei der Volkszählung 1988 belief sich die Einwohnerzahl auf 859 in 136 Haushalten.

## Wirtschaft und Infrastruktur
Das Dorf ist bekannt für die Kultivierung von Meerrettichbäumen (Moringa), aus denen Nahrungsmittel gewonnen werden, die in der nahegelegenen Hauptstadt Niamey konsumiert werden. Um Drahiré wird Hirse angebaut, wobei der Bodenertrag relativ gut ist. Die Bevölkerung nutzt auch die Reisfelder von Karey Gorou. Neben der Viehzucht vor Ort wird Transhumanz nach Burkina Faso und Torodi betrieben.